# Milan Savić (football, 2000)
Pour les articles homonymes, voir Milan Savić.
Milan Savić, né le 19 mai 2000 à Bijeljina en Bosnie-Herzégovine, est un footballeur bosnien qui évolue au poste d'ailier gauche au FK Čukarički.

## Biographie

### En club
Né à Bijeljina en Bosnie-Herzégovine, Milan Savić est formé par l'Étoile rouge de Belgrade, avant de rejoindre la Belgique et le KV Malines, où il poursuit sa formation. Il ne réalise cependant aucun match avec l'équipe première, et résilie son contrat avec le club en janvier 2020. Quelques jours plus tard, il rejoint la Serbie et signe librement avec le FK Čukarički. C'est avec ce club qu'il joue son premier match en professionnel, le 6 juin 2020, face au FK Inđija, en championnat. Il entre en jeu en cours de partie ce jour-là, et son équipe s'incline par un but à zéro.
Le 11 septembre 2020, il inscrit son premier but dans le championnat de Serbie, lors de la réception de l'Étoile rouge. Il ne peut toutefois empêcher la défaite de son équipe, 1-3. Le 2 avril 2021, il marque son premier doublé en championnat, lors de la réception du Spartak Subotica, permettant à son équipe de l'emporter sur le large score de 5-1. En 2025, il a signé un contrat avec le club FK Sloga Meridian.

### En sélection
Milan Savić est sélectionné de 2016 à 2017 avec l'équipe de Bosnie-Herzégovine des moins de 17 ans. Avec cette sélection, il est notamment l'auteur d'un doublé face à la Croatie en décembre 2016. Il participe ensuite au championnat d'Europe des moins de 17 ans en 2017. Il joue deux matchs lors de ce tournoi organisé en Croatie, et délivre deux passes décisives, mais son équipe est éliminée dès la phase de groupe.
Le 19 novembre 2018, il joue son premier match avec l'équipe de Bosnie-Herzégovine espoirs, en amical contre l'Azerbaïdjan. Il entre en jeu en cours de partie, et son équipe s'impose (2-0). Le 17 novembre 2020, il inscrit son premier but avec les espoirs, contre la Belgique. Ce match gagné 3-2 rentre dans le cadre des éliminatoires de l'Euro espoirs 2021. Il marque de nouveau le 12 octobre 2021 contre le Luxembourg, ouvrant le score sur un service d'Amar Dedić (victoire 0-2 des Bosniens). Le 16 novembre suivant il inscrit son troisième but en sélection, contre le Monténégro. Il est capitaine ce jour-là et son équipe s'impose (2-1).